# Almir Gegić
Almir Gegić (in serbo Алмир Гегић?; Novi Pazar, 30 ottobre 1979) è un ex calciatore serbo, di ruolo centrocampista.

## Biografia
Coinvolto nel filone cremonese dello scandalo calcioscommesse con l'ordinanza di applicazione della misura di custodia cautelare emessa dal gip di Cremona il 22 maggio del 2012 per aver manipolato alcune partite del campionato svizzero assieme all'allenatore Marco Ragini e al calciatore Matteo Gritti, la loro posizione di indagati è stata archiviata dal tribunale svizzero di competenza per la non sussistenza di elementi per giustificare il reato di truffa o manipolazione delle partite il 7 febbraio 2014.
Nel frattempo però Gegić, latitante dal 1º giugno 2011, il 26 novembre 2012 giunto all'aeroporto di Malpensa si era costituito ai Carabinieri.
Il 9 febbraio 2015 la procura di Cremona termina le indagini.